# Életműdíj (Magyar Sportújságírók Szövetsége)
Az Életműdíjat 2003 óta magyar sportújságíróknak adja a Magyar Sportújságírók Szövetsége.

## Átadása
A díjat a sportújságírók világnapja alkalmával, július 2. környékén adják át.

## Díjazottak
- 2018
  - Árok Ferenc
  - Szekeres István
- 2017
  - Kiss László
  - Oroszhegyi Károly
- 2016
  - Malonyai Péter
  - Szalay Péter
- 2015
  - Lakat T. Károly
  - Török Péter
- 2014
  - Almási László
  - László Sándor
  - Thékes István
- 2013
  - Bodor Ferenc
  - Németh Ferenc
- 2012
  - Kocsis L. Mihály
  - Kristóf Lajos
  - Török László
- 2011
  - Kis Dezső
  - Novotny Zoltán
  - Vass István Zoltán
  - Sipos József (posztumusz)
- 2010
  - Gallov Rezső
  - Záhonyi Iván
- 2009
  - Danis Barna
  - Fábián István
- 2008
  - Csőke József
  - Dávid Sándor
  - Radnóti László
- 2007
  - Várkonyi Sándor
  - Farkas József
- 2006
  - Gábor Tamás
  - Jutasi Róbert
  - Vitray Tamás
- 2005
  - Vándor Kálmán
- 2004
  - Szepesi György
- 2003
  - Boskovics Jenő